# Salustiusz
Gaius Sallustius Crispus (ur. 86 p.n.e., zm. 34 p.n.e.) – rzymski historyk i polityk. Urodzony w Amiternum (obecnie: San Vittorino) w kraju Sabinów (północny wschód od Rzymu), autor De coniuratione Catilinae (Spisek Katyliny), Bellum Iugurthinum (Wojna z Jugurtą), oraz Historiae (Dzieje). Dwa pierwsze dzieła dotrwały do naszych czasów w całości, ostatnie, najbardziej dojrzałe i najobszerniejsze, zachowało się fragmentarycznie.

## Życie
Podobnie jak Cyceron, przybył do Rzymu jako homo novus, człowiek spoza elity rządzącej, czyli stanu senatorskiego. W stolicy początkowo korzystał ze wsparcia Marka Licyniusza Krassusa, później jego patronem został Cezar. Salustiusz stał się bardzo oddanym zwolennikiem Cezara.
Związany ze stronnictwem popularów, w 59 p.n.e. był kwestorem, w 52 roku p.n.e. trybunem ludowym. W 50 roku p.n.e. usunięty ze składu senatu pod zarzutem niemoralnego prowadzenia się, w istocie przypuszczalnie z powodów politycznych, jako członek stronnictwa popularów. Jako trybun ludowy Salustiusz swymi gwałtownymi wystąpieniami naraził się stronnictwu optymatów, którzy stanowili wówczas większość w senacie. Powrócił do senatu po wybuchu wojny domowej w 49 p.n.e., w czasie której stał po stronie cezarian. Poniósł klęskę w Ilirii, lecz w 46 p.n.e. zdobył wyspę Cercynę wraz z zapasami zboża zgromadzonymi przez Pompejusza. Niedługo potem objął jako propretor namiestnictwo w prowincji Africa Nova, skąd powrócił z niemałymi bogactwami. Przypuszcza się, że to od jego imienia, jako założyciela, pochodzi nazwa horti Sallustiani (Ogrody Salustiuszowe), choć może chodzić równie dobrze o innego Salustiusza. Po śmierci Cezara w 44 p.n.e. Salustiusz wycofał się z polityki i rozpoczął pracę historyka.

## Historia według Salustiusza
Salustiusz jako historyk nie tylko zwraca uwagę na fakty, ale przede wszystkim stara się je interpretować, wyjaśniać w świetle filozofii dziejów przejętej od greckich uczonych Posejdoniosa i Teopompa. W swych dziełach autor piętnuje degenerację współczesnych mu elit, przeciwstawiając je wizerunkowi dawnych Rzymian. Idąc za greckim historykiem Polibiuszem twierdzi, że dopóki Rzym był zmuszony opierać się napaści sąsiadów, w państwie panowała zgoda. Kiedy jednak Scypion Młodszy zburzył Kartaginę (146 p.n.e.), strach przed wrogiem zewnętrznym minął, co wpłynęło na rozluźnienie obyczajów. Z podbitych prowincji spływały do Rzymu wszelkie bogactwa, które zatrzymywała dla siebie arystokracja – nobilitas. „Przeto – jak pisze historyk – pierwej wzmogła się żądza władzy imperi cupido, a następnie pieniędzy pecuniae cupido [B.C. 10,3]. Największe bowiem wady Rzymian to ambitio i avaritia. Pierwsza z nich, chęć zdobycia zaszczytów, sprawia, że „ludzie zaczynają kłamać, co innego mają w sercu, a co innego na języku, przyjaciół, jak i wrogów nie dobierają sobie w sposób należyty, ale dla swej korzyści, zaś wygląd zewnętrzny jest dla nich ważniejszy niż prawy umysł.” [B.C. 10,5]. Druga, wyżej wspomniana wada ‘avaritia’, czyli chciwość, „niszczy wierność, prawość i inne dobre cechy, w zamian zaś uczy pychy, okrucieństwa, pogardy dla bogów, oraz przekonuje, że wszystko jest na sprzedaż”. Salustiusz jednak przyznaje, że z dwojga złego lepsza jest ‘ambitio’, bowiem może prowadzić do heroicznych czynów, jak w przypadku samego Katyliny, który pod Pistorią dzielnie walczył w pierwszym szeregu i zginął godną śmiercią.

## Styl pisarski
Styl pisarski Salustiusza odbiega od stylu Cycerona, Salustiusz często dąży do dysharmonii w zdaniach, nie unika hiatów, znamienne jest u niego rozpoczynanie zdań od igitur, sed, a zdania sprawiają wrażenie rwanych. Także język zasługuje na uwagę: Salustiusz posługuje się archaizowaną łaciną, wzorowaną na Katonie Starszym. Występują formy: voster zamiast vester, 3 os. pluralis indicatiwu perfecti activi kończy się na -ere, zamiast na -erunt, coniunctivus imperfecti od sum to forem; w zakresie pisowni stosuje np. formę maxumus za maximus. Autor często też w acc. pluralis rzeczowników i przymiotników III deklinacji typu samogłoskowego i mieszanego stosuje - normalną za Republiki - końcówkę -is, np.: omnis, zamiast przyjętego w czasach Cesarstwa omnes.

## Oddziaływanie
Salustiusza uważa się za jednego z największych rzymskich dziejopisarzy. Tacyt nazywa go „rerum Romanorum florentissimus auctor” – najwybitniejszym historykiem dziejów Rzymu. Ceniono również jego talent oratorski, o czym świadczy opinia św. Augustyna: „vir disertissimus Sallustius” (Salustiusz jest wybitnym mówcą), jak i bezstronność: „Sallustius autem auctor certissimus” (Salustiusz zaś jest najbardziej wiarygodny). Cześć oddał mu również rzymski poeta Marcjalis: „Hic erit, ut perhibent doctorum corda virorum / primus Romana Crispus in historia” (Jak uważają co tęższe umysły, ów Kryspus otrzyma / miano pierwszego w nauce dziejów narodu rzymskiego).

## Dzieła
- C(aii) Crispi Salustij Bellum Catilinarium ; Item Bellum Iugurthinum eiusdem ; Item Variae rationes ex libris eiusdem historiarum exceptae ; Item C(aii) Crispi Salustij Vita, Cracoviae [Kraków] 1517.
- Crispi Sallustii De Coniuratione Catilinae et bello Iugurthino historiae nuper ad Archetypon Aldi Manutii q(uam) vigilantissime emendatae ac impressae, Wiedeń 1516.